# Prouvy
 Prouvy  là một xã ở trong tỉnh Nord ở miền bắc nước Pháp. Xã này có diện tích 4,41 km², dân số năm 1999 là 2375 người. Xã nằm ở khu vực có độ cao trung bình 28 mét trên mực nước biển.